# Tierberg
Tierberg är ett berg i Schweiz.   Det ligger i kantonen Glarus, i den östra delen av landet, 120 km öster om huvudstaden Bern. Toppen på Tierberg är 1 989 meter över havet, eller 250 meter över den omgivande terrängen. Bredden vid basen är 3,2 km.
Terrängen runt Tierberg är bergig åt sydost, men åt nordväst är den kuperad. Runt Tierberg är det ganska tätbefolkat, med 179 invånare per kvadratkilometer.. Närmaste större samhälle är Rapperswil, 17,6 km nordväst om Tierberg. 
I omgivningarna runt Tierberg växer i huvudsak blandskog.